# Žimarice
Žimarice – wieś w Słowenii, w gminie Sodražica. W 2018 roku liczyła 275 mieszkańców.